# Inspección del sitio
Las inspecciones del sitio son inspecciones de un área donde se propone el trabajo, para recopilar información para un diseño o una estimación para completar las tareas iniciales requeridas para una actividad al aire libre. Puede determinar la ubicación precisa, el acceso, la mejor orientación para el sitio y la ubicación de los obstáculos. El tipo de estudio del sitio y las mejores prácticas requeridas dependen de la naturaleza del proyecto. Ejemplos de proyectos que requieren un estudio preliminar del sitio incluyen construcción urbana, construcción especializada (como la ubicación de un telescopio) y diseño de redes inalámbricas.
En la exploración de hidrocarburos, por ejemplo, los estudios del sitio se realizan en las ubicaciones propuestas de los pozos de exploración o evaluación en alta mar. Consisten típicamente en una cuadrícula ajustada de perfiles de sismología de reflexión de alta resolución (alta frecuencia) para buscar posibles peligros de gas en la sección poco profunda debajo del lecho marino y datos batimétricos detallados para buscar posibles obstáculos en el fondo marino (por ejemplo, naufragios, tuberías existentes) utilizando ecosondas multihaz.